# Myspace
Myspace is een sociaalnetwerksite waar gebruikers onder meer foto's, video's, muziek en blogs kunnen onderbrengen. Een dergelijke website wordt ook wel een virtuele gemeenschap of community genoemd.

## Omschrijving
Het domein myspace.com was in eerste instantie een plek om gratis bestanden te plaatsen maar werd midden 2001 opgeheven. In juli 2003 werd het domein gekocht door Tom Anderson en sindsdien fungeert het als domein voor de huidige website. De site was een onderneming van het bedrijf Intermix Media, totdat hij in juli 2005 voor een bedrag van 580 miljoen dollar werd verkocht aan News Corporation van Rupert Murdoch. Eind juni 2011 verkocht News Corporation Myspace aan de Amerikaanse internetadverteerder Specific Media. Onder de nieuwe aandeelhouders was ook muzikant Justin Timberlake. Volgens The Wall Street Journal betaalde Specific Media hiervoor 35 miljoen dollar (24,5 miljoen euro).
Myspace was een van de populairste websites op het internet en werd vaak gezien als een typisch voorbeeld van de zogenaamde web 2.0-trend. Volgens Alexa, een verzamelaar van internetstatistieken, stond Myspace in 2006 op nummer vier van populairste Engelstalige websites en op nummer elf van populairste websites ter wereld.
Op 18 november 2006 daagde de Franse uitgever Universal Music Group de website voor de rechter, omdat er auteursrechten zouden worden geschonden. De bezoekers van de website konden filmpjes en muziek plaatsen zonder controle op de auteursrechten. Soortgelijke problemen heeft ook de website YouTube.

## MyspaceIM
MyspaceIM was het chatsysteem gebruikt door Myspace. Het werd breed ondersteund door applicaties van derden.

## Jeugdcultuur
Myspace wordt gezien als een belangrijke exponent van de hedendaagse (Engelstalige) jeugdcultuur, waar het hebben van veel 'vrienden' als een statussymbool wordt gezien. Onder meer veel muziekbands zijn via Myspace doorgebroken of zijn er mede door bekend geworden. In Nederland en Vlaanderen is de site minder populair, onder meer vanwege de taal, en is Facebook marktleider. Sinds 2007 is er een Nederlandstalige Myspace.

## Zephyr
Zephyr was een programma dat Myspace in 2007 op de markt wilde brengen om ouders die zich zorgen maakten over de online ontmoetingen van hun kinderen tegemoet te komen. Het programma zou ouders op de hoogte brengen van de naam, leeftijd en woonplaats die hun kind opgaf op zijn of haar persoonlijke Myspacepagina oftewel "profiel".
Vier families beweerden dat hun minderjarige dochters seksueel misbruikt waren door volwassen Myspacegebruikers. Zij vonden dat Myspace schuld toekwam, aangezien deze te lang had gewacht met maatregelen treffen om minderjarigen te beschermen. Bovendien konden kinderen Zephyr makkelijk omzeilen door simpelweg profielen buitenshuis aan te maken. Pedofielen werden hierdoor niet echt tegengehouden. De advocaten van de vier families wier kinderen misbruikt waren door volwassen Myspacegebruikers stelden daarom leeftijdsverificatie voor.